# 紀伊保
紀 伊保（き の いほ）は、奈良時代の貴族。名は伊富、五百とも記される。右衛士佐・紀佐比物の子。官位は正五位下・仁部大輔。

## 経歴
聖武朝にて山背掾を務める。孝謙朝の天平勝宝3年（751年）従五位下に叙爵し、天平勝宝6年（754年）大炊頭に任ぜられる。
天平宝字2年（758年）淳仁天皇の即位と同時に従五位上に叙せられる。天平宝字5年（761年）相模守を経て、天平宝字8年（764年）正月に正五位下・民部大輔に叙任される。同年7月に紀寺の寺奴婢の益人が身分の見直しを訴えたところ、孝謙上皇から益人らの良民編入と紀朝臣・内原直の氏姓賜与を行うべきとの勅が出る。しかし、伊保はこの勅が事実でないと疑い従わなかったため、孝謙上皇が訴えに関する調査を行った御史大夫・文室浄三と参議・藤原朝狩を召して、改めて勅の趣旨を聞かせる事態となった。この影響によるものか伊保は官位を剥奪される。この問題は、淳仁天皇と孝謙上皇が対立して上皇が「国家大事」を自らがみることを宣言した後に起きた出来事で、実際に上皇の勅が出ると、勅を有効にするのに必要な天皇の内印がなかったため、伊保はその有効性に疑問を抱いたものであったと考えられている（淳仁天皇の後見人である藤原仲麻呂の息子・朝狩は天皇が上皇に同意していることを伊保に伝えた可能性がある）。官位剥奪も藤原仲麻呂の乱後に復位した称徳天皇（孝謙上皇）が自らの権威を軽んじた伊保に対する処分であった可能性が高い。
宝亀2年（771年）本位に復して正五位下に叙せられた。なお、宝亀4年（773年）には益人の訴えにより良民に解放されていた75名は寺奴婢に戻され、益人も庶人に落とされた上で、紀朝臣から田後部に改姓させられている。

## 官歴
注記のないものは『続日本紀』による。
- 天平10年（738年） 4月：見山背掾[6]
- 天平15年（741年） 4月22日：見従六位下山背掾[7]
- 時期不詳：正六位上
- 天平勝宝3年（751年） 7月7日：従五位下
- 天平勝宝6年（754年） 7月13日：大炊頭
- 天平宝字2年（758年） 8月1日：従五位上
- 天平宝字5年（761年） 5月9日：相模守
- 天平宝字8年（764年） 正月7日：正五位下。正月21日：民部大輔
- 時期不詳：官位剥奪。
- 宝亀2年（771年） 10月17日：復本位（正五位下）